# George Nasturel
Pictorul George Nasturel s-a născut în familia Maiorului Gheorghe Dumitrescu și a Alexandrinei la 1 aprilie 1904, în București, România. 
A decedat în anul 2000 în Los Angeles, SUA.
A absolvit Facultatea de Arte Frumoase în anul 1927, cu diploma nr. 20, Seminarul Pedagogic Universitar, a fost student al Institutului de Artă și Arheologie de la Sorbonna, al Academiei Ranson și al Academiei „La Grande Chaumiere”, de la Paris, ca bursier pentru pictură. A fost premiant , de 2 ori, din 6 participări(1932, 1934, 1935, 1936, 1937, 1940) al Salonului Oficial de Artă din București (1927-1944), și a avut expoziții în Anglia, Franța, Suedia, Brazilia, Statele Unite.
În anul 1944 a părăsit România, cu ultimul vapor, trăind  în Franța, Brazilia și Statele Unite.